# 第三度房室傳導阻滯
第三度房室傳導阻滯(3° AV Block)，又稱為完全性房室傳導阻滯(Complete Block)，指心房的激動波無法傳入房室結。在此時，心室需自行發出激動波來使心室收縮。

## 治療
可將人工節律器植入並發出激動波使心室收縮。因為心室發出的激動波速率只有30~40次/分，會造成腦缺氧，故需將人工節律器植入使收縮正常。